# Duberria lutrix
Duberria lutrix — вид змій родини Pseudoxyrhophiidae. Мешкає в Африці на південь від Сахари.

## Опис

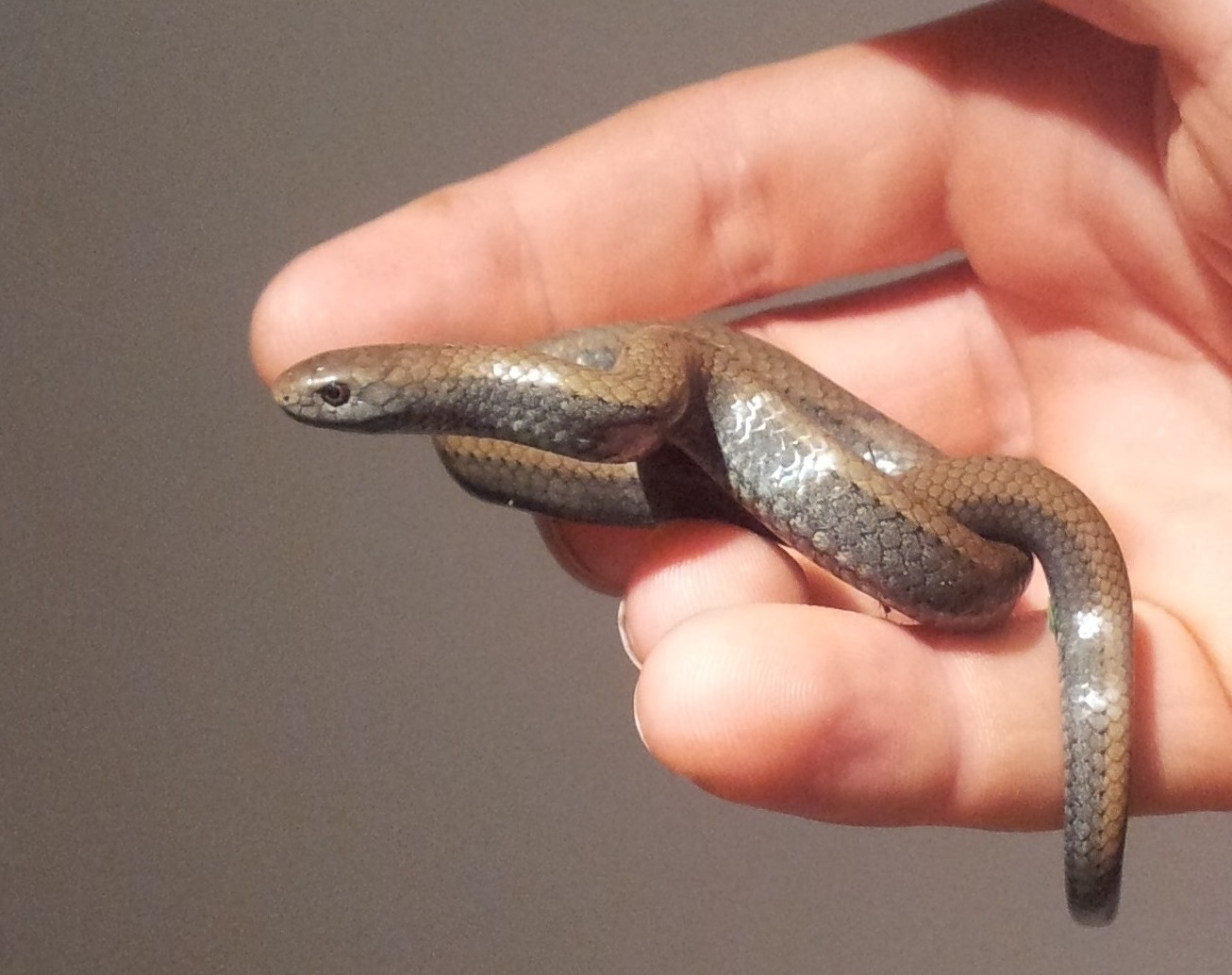
Duberria lutrix

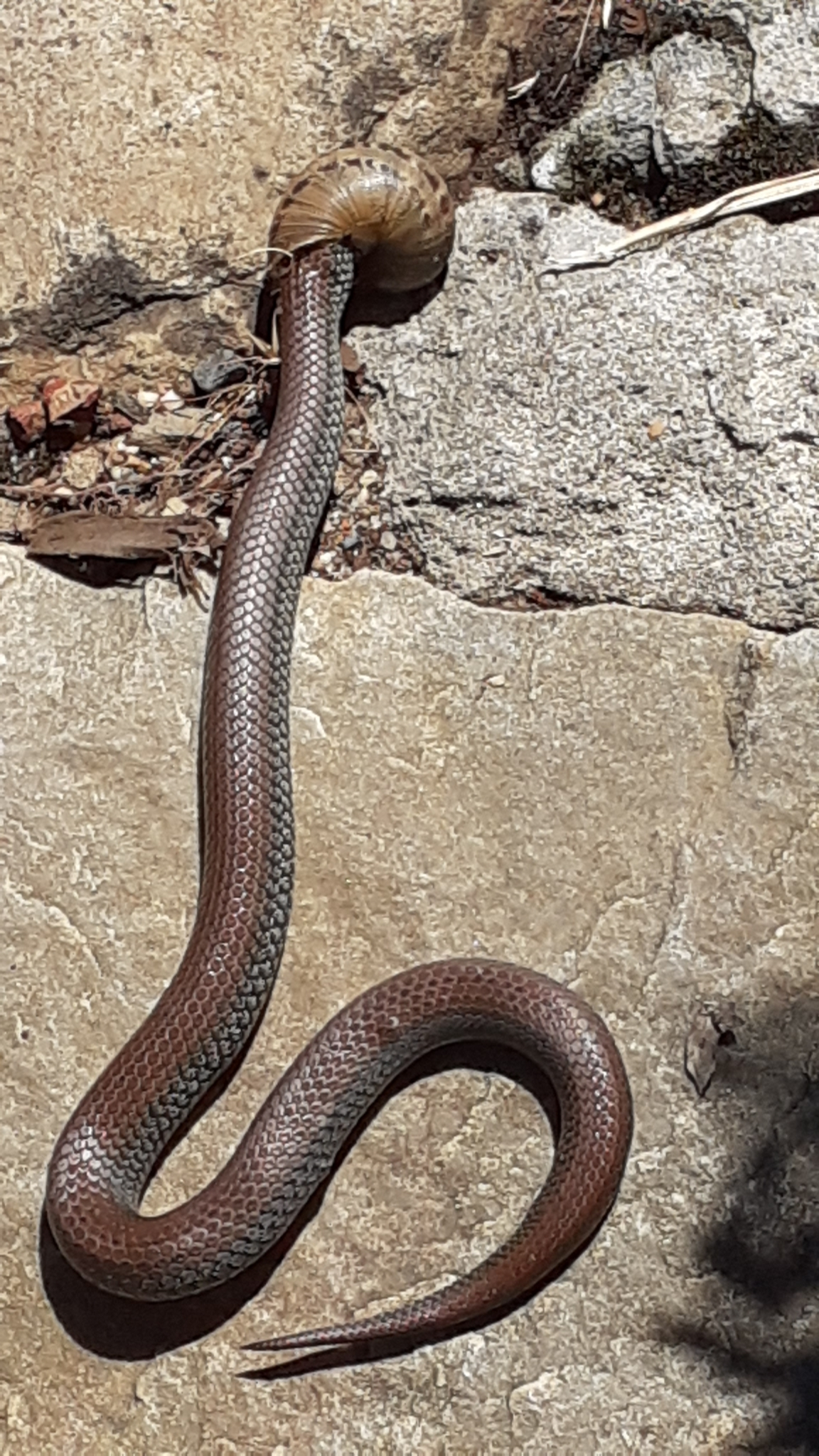
D. lutrix поїдає равлика

Duberria lutrix — невелика змія завдовжки 30—35 см, максимально 45 см. Верхня частина тіла зазвичай оливково-зелена, коричнева або червонувато-коричнева, боки сірі, нижня частина тіла жовтувата або кремова, вздовж хребта іде чорна смуга.

## Підвиди
Виділяють чотири підвиди:
- Duberria lutrix abyssinica (Boulenger, 1894);
- Duberria lutrix basilewskyi Skelton-Bourgeois, 1961;
- Duberria lutrix currylindahli Sheplan & Schwartz, 1974;
- Duberria lutrix lutrix Laurent, 1956.

## Поширення і екологія
Duberria lutrix мешкають в Ефіопії, Південному Судані, Уганді, Кенії, Танзанії, Руанді, Бурунді, ДР Конго, Мозамбіку, Зімбабве, Есватіні та на північному сході ПАР. Вони живуть на високогірних луках і вологих саванах, часто трапляються на сільськогосподарських угіддях, на висоті від 1000 до 3100 м над рівнем моря. Живляться равликами і слимаками. Яйцеживородні, народжують від 6 до 22 дитинчат.